# Neoamerioppia papuana
Neoamerioppia papuana är en kvalsterart som först beskrevs av J. och P. Balogh 1986.  Neoamerioppia papuana ingår i släktet Neoamerioppia och familjen Oppiidae. Inga underarter finns listade i Catalogue of Life.